# Hindenburgvilla

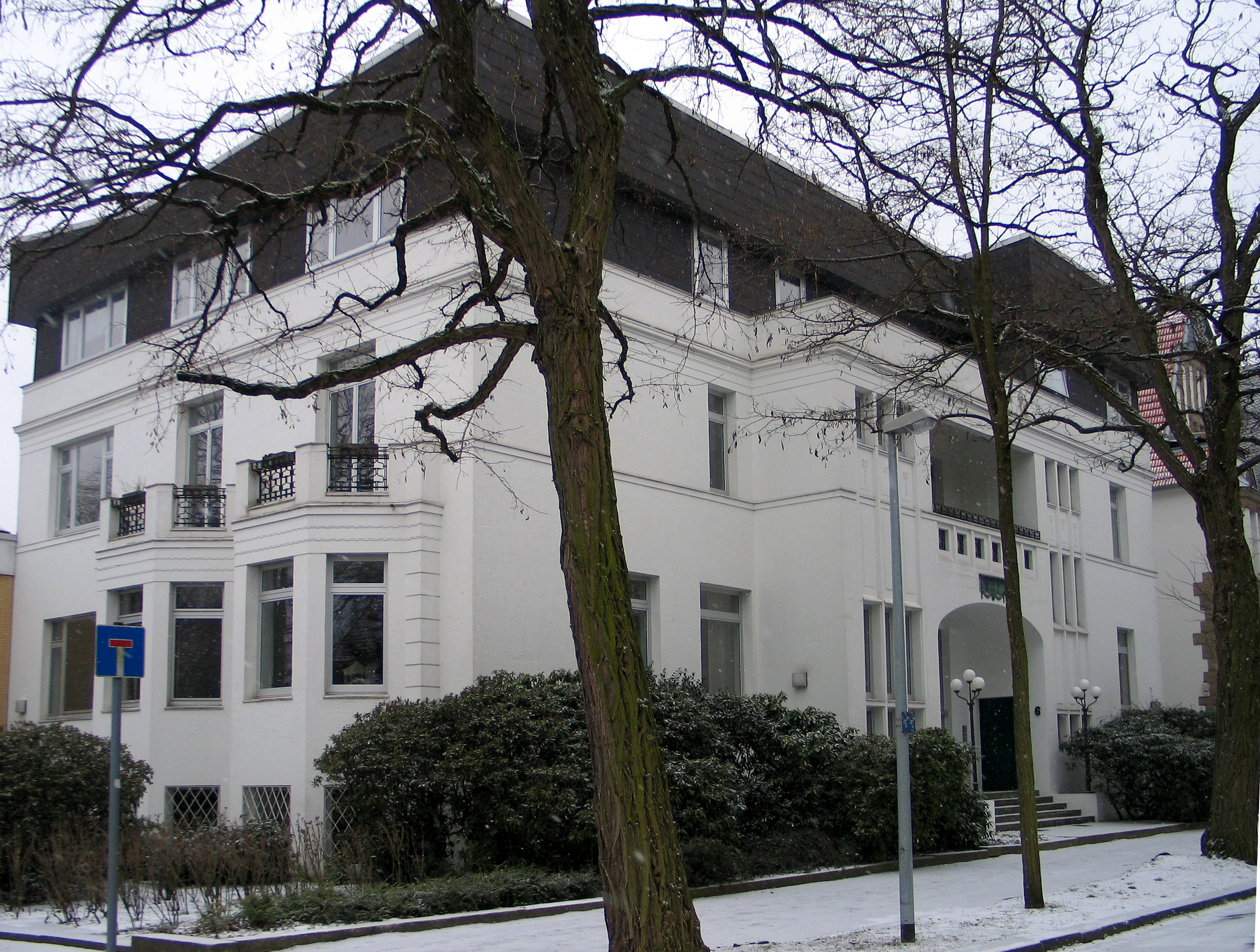
Die Hindenburgvilla in ihrem heutigen Zustand

 Die Hindenburgvilla ist eine großbürgerliche Villa in Hannover, Bristoler Straße 6, im Stadtteil Zoo. Ihren Namen trägt sie nach dem bekanntesten früheren Bewohner, Paul von Hindenburg. Das Gebäude steht trotz erheblicher Veränderungen unter Denkmalschutz.

## Beschreibung

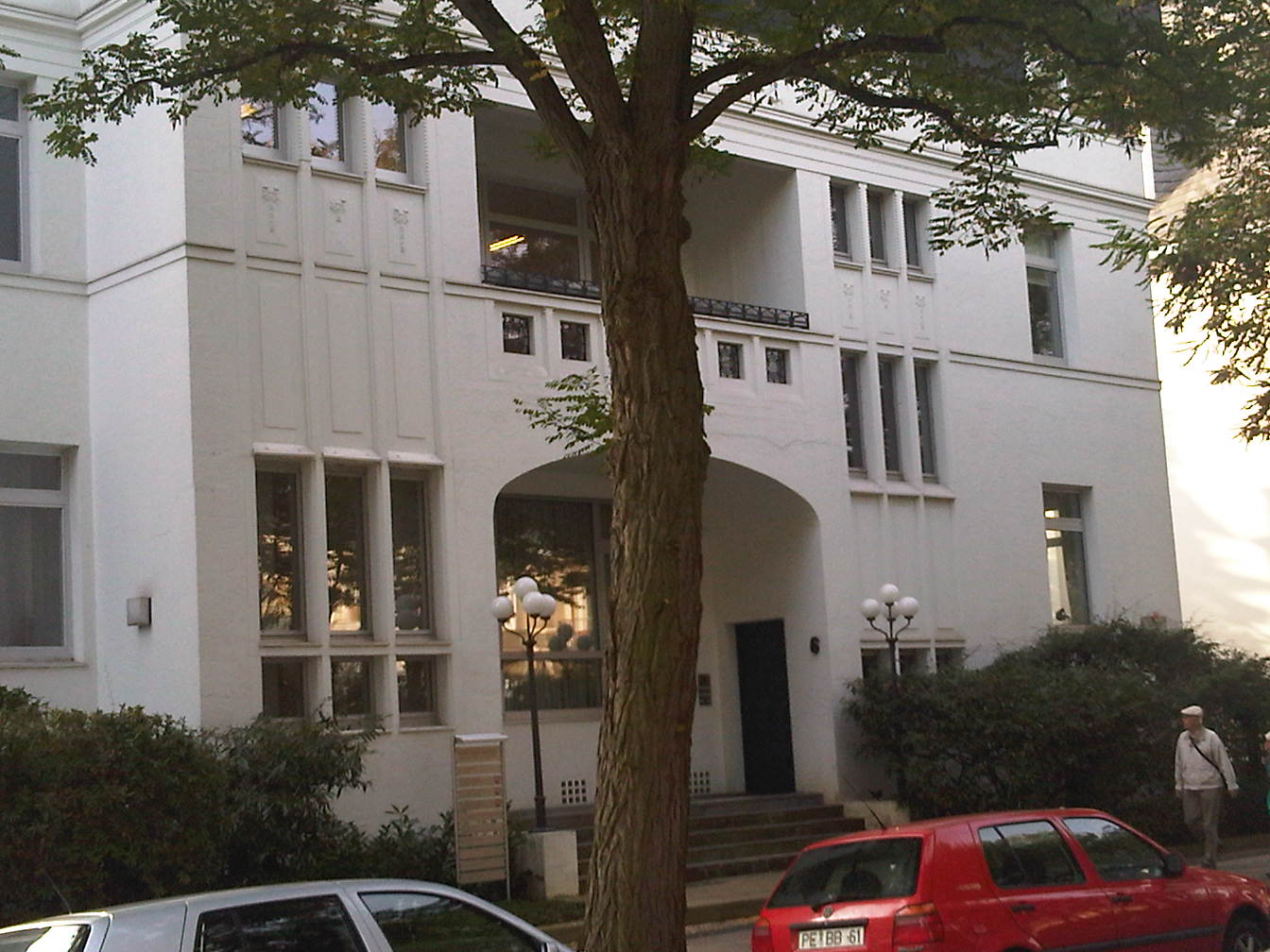
Ausschnitt der Straßenfassade

Die ursprüngliche Villa wurde 1908 von dem Architekten Emil Lorenz im Stil der Reformarchitektur mit zwei Vollgeschossen unter einem großen Walmdach errichtet. Das Gebäude wurde mehrfach umgebaut, insbesondere wurde es um ein drittes Geschoss mit einem neuen, flach geneigten Dach aufgestockt. Vermutlich in den 1970er Jahren erhielt das Dachgeschoss eine schwarze Schieferverkleidung. Im Garten der Villa befindet sich eine Büste Hindenburgs.

## Geschichte

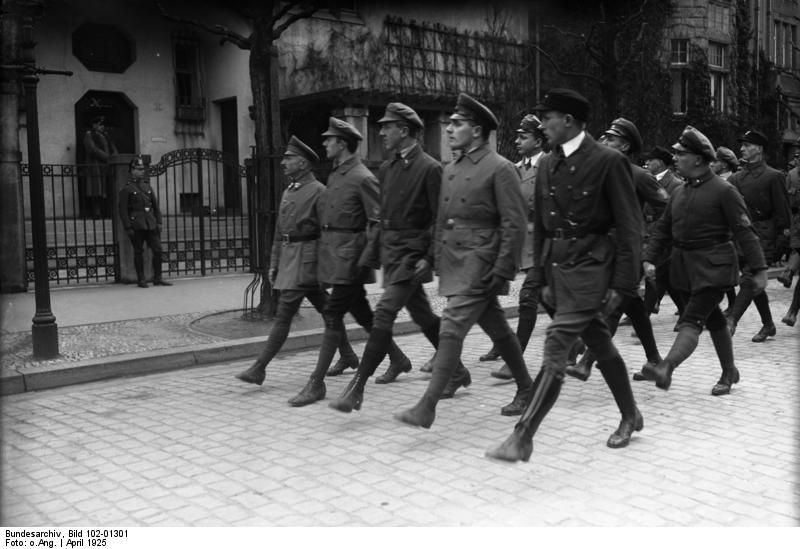
Parade vaterländischer Verbände vor Hindenburgs Villa im April 1925

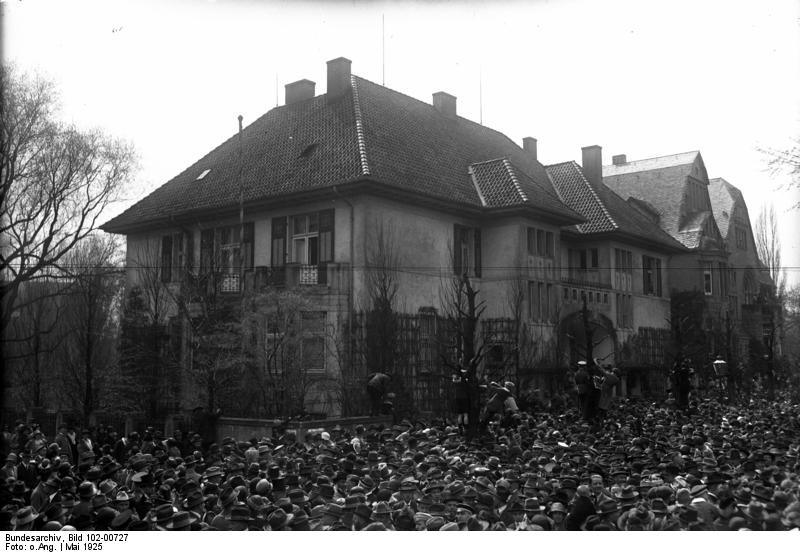
Die Hindenburgvilla am Tag der Ernennung Hindenburgs zum Reichspräsidenten

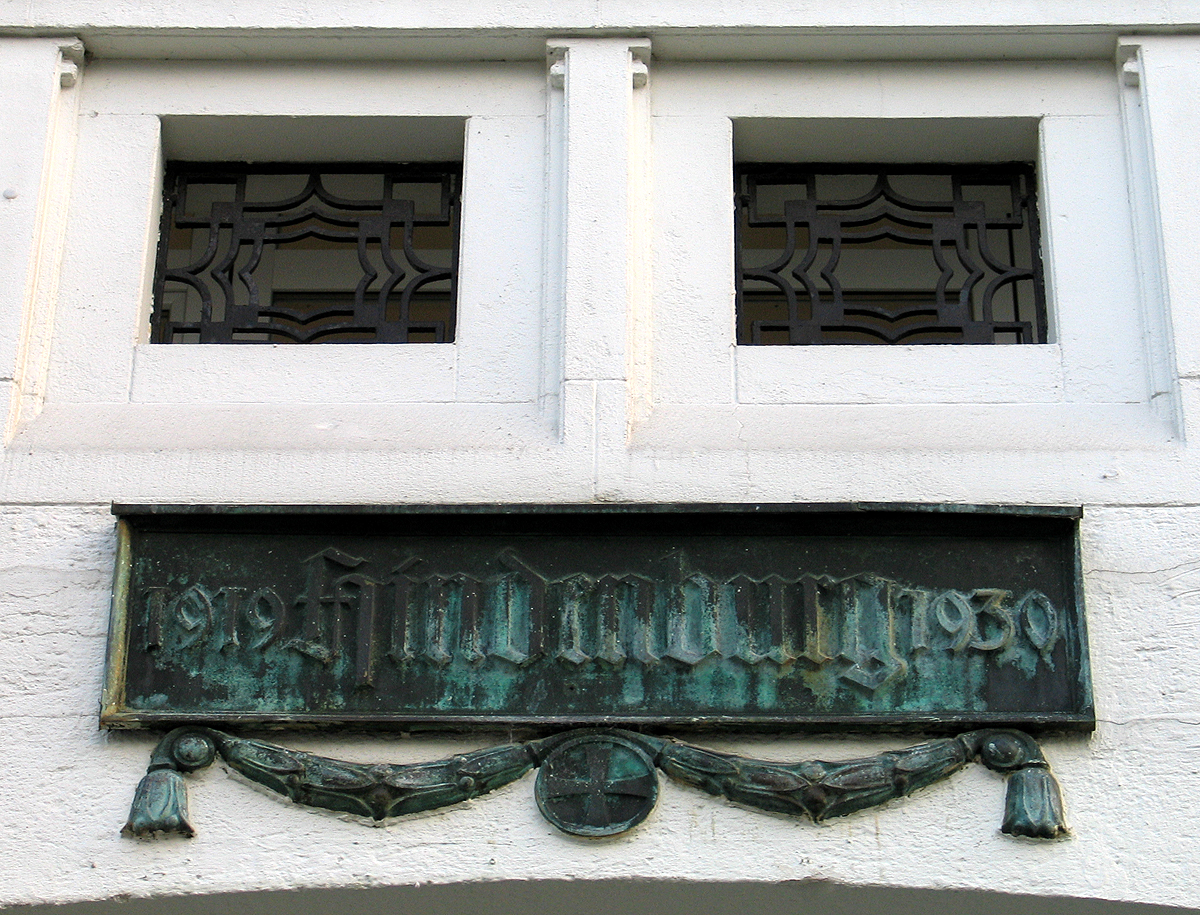
Die Gedenktafel von 1936

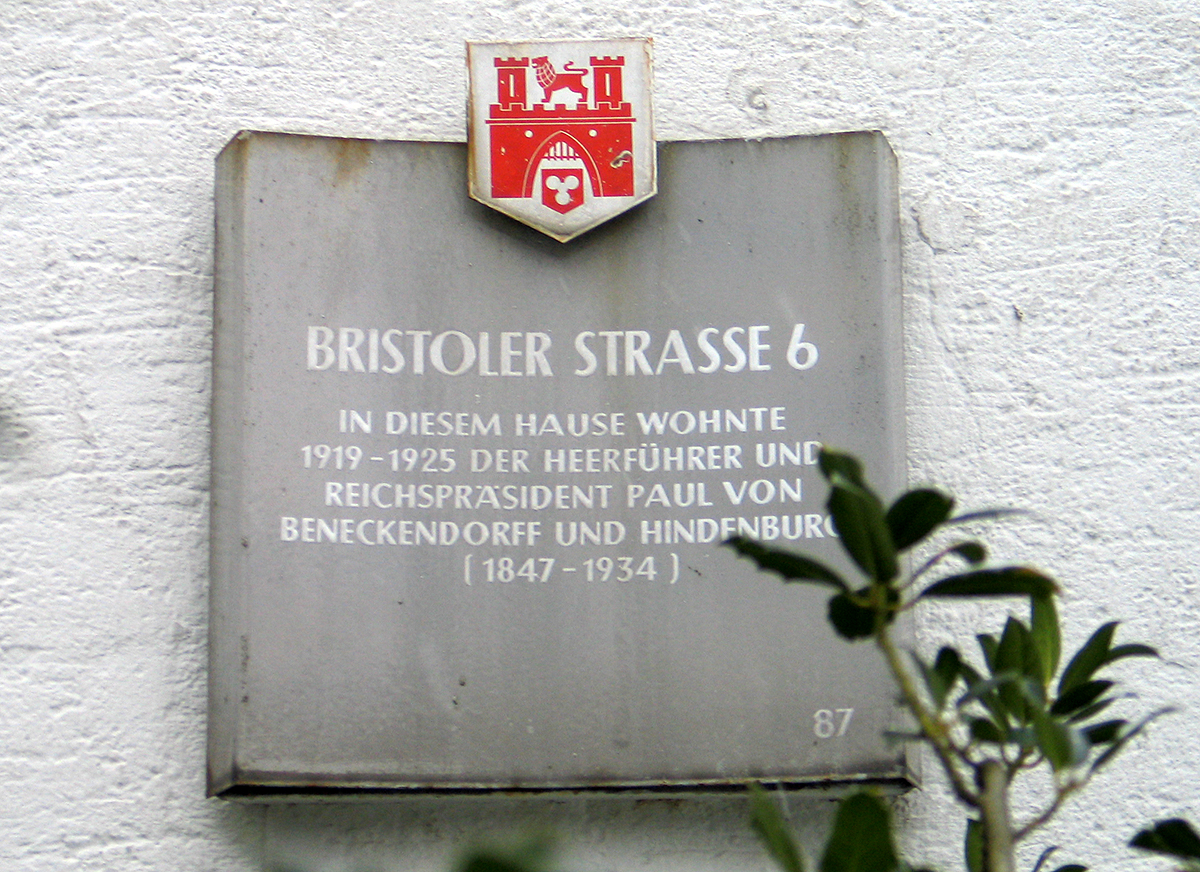
Hannoversche Stadttafel Nr. 87

Paul von Hindenburg hatte bereits als junger Offizier von 1866 bis 1873 in Hannover gelebt und von 1911 bis zum Beginn des Ersten Weltkrieges 1914 in der Villa Köhler seinen Ruhestand begonnen. Ab 1914 wurde er jedoch reaktiviert. Die Stadt Hannover verlieh im August 1915 dem damaligen Generalfeldmarschall zum Jahrestag des ihm zugeschriebenen Siegs bei Tannenberg die Ehrenbürgerwürde. Im September 1918 erwarb sie das später Hindenburgvilla genannte Haus nebst Grundstück für 350.000 Reichsmark und überließ es dem Ehepaar Hindenburg als Geschenk zu Hindenburgs 71. Geburtstag am 2. Oktober 1918 zum lebenslangen Nießbrauch. Die Adresse lautete damals noch Seelhorststraße 32, das entsprechende Teilstück der Seelhorststraße ist erst 1950 aus Anlass der Städtepartnerschaft zwischen Hannover und Bristol in Bristoler Straße umbenannt worden. Die ausgezeichneten Beziehungen zwischen dem Stadtdirektor von Hannover, Heinrich Tramm, und Hindenburg haben für die Großzügigkeit der Stadt eine Rolle gespielt. Hindenburgs Frau Gertrud war sich nach der Revolution von 1918 zunächst nicht sicher, ob sie das Geschenk annehmen sollte, und erkundigte sich diesbezüglich bei dem neuen sozialdemokratischen Oberbürgermeister Robert Leinert, der die Schenkung jedoch aufrechterhielt und ankündigte, dass die Villa nach einigen Umbauten im Mai 1919 bezugsfertig sein werde.
So konnte Hindenburg nach der Auflösung der Obersten Heeresleitung am 3. Juli 1919 hierher zurückkehren und verbrachte nun hier seinen Ruhestand bis 1925. Der Maler Bernhard Winter besuchte Hindenburg Ende 1921, vermutlich um Porträtstudien anzufertigen, und schilderte die damalige Inneneinrichtung der Villa in einem Brief an Theodor Goerlitz. Trophäen des begeisterten Jägers Hindenburg sollen die Korridore beherrscht haben, unter anderem von einem der letzten in freier Wildbahn lebenden Wisente, den Hindenburg im Januar 1916 eigenhändig geschossen hatte. Zahlreiche Gemälde hingen an den Wänden, so ein Porträt des Hausherrn von Walter Petersen und ein Moltke-Bildnis von Franz von Lenbach, beides Geschenke der Stadt Hannover.
Hindenburg bekleidete, während er in der Villa lebte, kein staatliches oder militärisches Amt, er wohnte dort als Privatmann, zunächst bis zu deren Tod 1921 mit seiner Frau, später zeitweise auch mit seinem Sohn Oskar von Hindenburg und dessen Familie. Dennoch war das Haus als Hindenburgvilla weithin bekannt und wird auch auf zahlreichen Ansichtskarten so genannt. Hindenburg genoss als Feldherr und Integrationsfigur insbesondere bei der politischen Rechten eine enorme Verehrung, die sich unter anderem in Aufmärschen und Kundgebungen in der Seelhorststraße äußerte. So wurde er bereits bei seinem Einzug am 3. Juli 1919 von einer nach Tausenden zählenden Menschenmenge empfangen. Am fünften Jahrestag der Schlacht bei Tannenberg, dem 29. August 1919, zogen Schüler zur Villa Hindenburg und huldigten ihrem Idol mit einer „flammenden Ansprache“ nationaler Couleur, die Hindenburg gern entgegennahm und mit einer eigenen Rede beantwortete („Der Geist jener großen Tage darf uns nicht verlorengehen in dieser schlappen falschen Zeit“). Theodor Lessing beschreibt einen solchen Vorbeimarsch von Schulklassen in einem berühmt gewordenen Artikel, der Lessing schwerste antisemitische Angriffe der Rechten einbrachte. Am 19. April 1925, eine Woche vor der Reichspräsidentenwahl, marschierten Anhänger Hindenburgs drei Stunden lang an seiner Villa vorbei, während dieser vor seinem Eingangstor stehend die Parade abnahm. Am Wahltag feierten wiederum Tausende mit einem Fackelzug zur Villa den Wahlsieger. Um die Villa entwickelte sich in den 1920er Jahren ein regelrechter Hindenburg-Kult.
Obwohl Hindenburg 1925 nach seiner Wahl zum Reichspräsidenten ins Reichspräsidentenpalais in der Berliner Wilhelmstraße umzog, behielt er seine Villa noch bis zum Mai 1930. Zu dieser Zeit war das ostpreußische Gut Neudeck, dessen Erwerb ihm durch Spenden der Osthilfe möglich geworden war, bezugsfertig, und er gab seinen hannoverschen Wohnsitz auf und ließ die Inneneinrichtung nach Ostpreußen bringen.
Pläne, in der einstigen Hindenburgvilla ein Hindenburg-Museum zu schaffen, zerschlugen sich 1936, da die NSDAP befürchtete, dass sich daraus ein „Wallfahrtsort“ für Deutschnationale entwickeln könnte. Eine Traditionspflege für Hindenburg begrüßte die Partei aber, und so wurde stattdessen im Leineschloss im Rahmen einer „Heeresgedenkstätte“ ein besonderes „Hindenburg-Zimmer“ eingerichtet. Jedoch brachte man 1936 über dem Eingang der Villa eine Gedenktafel mit dem Namen Hindenburg und den Jahreszahlen 1919 und 1930 an, die heute noch existiert.
Das Gebäude ist heute Sitz der Fritz-Behrens-Stiftung und einer Anwaltskanzlei.